# Санкт-Петербургское отделение Российской академии наук
Са́нкт-Петербу́ргское отделе́ние Росси́йской акаде́мии нау́к (СПбО РАН) — региональное отделение Российской академии наук с центром в Санкт-Петербурге.

## История создания
Идею создать СПбО активно продвигал нобелевский лауреат Ж. И. Алфёров в течение нескольких лет вплоть до своей кончины (2019 г.). Одним из его аргументов являлось большое число членов академии, работающих в Санкт-Петербурге. 
В сентябре 2022 года общее собрание академии поддержало идею, и 6 сентября вышло постановление президиума РАН о создании регионального отделения РАН в Санкт-Петербурге. Распоряжениe правительства России о создании СПбО РАН подписано 17 мая 2023 года. Тем самым в Российской академии наук появилось четвёртое региональное отделение, наряду с УрО, СО и ДВО. Но, в отличие от них, для СПбО региональных вакансий на выборах нет. 
В октябре 2023 года на момент начала функционирования отделения в его состав входили 76 академиков и 111 членов-корреспондентов РАН. Первое общее собрание отделения прошло 24 октября 2023 года, на нём завершилось формирование СПбО и решился вопрос о его председателе — им стал  А. И. Рудской, доктор технических наук, специалист в области термомеханической обработки материалов, ректор петербургского Политеха, до избрания являвшийся и.о. председателя. 
Санкт-Петербургское отделение РАН размещается в историческом здании на Университетской набережной, которое до революции занимала Императорская академия наук, а затем АН СССР до её перевода в Москву в 1934 году. В советское время здание занимал Институт языкознания, а потом Ленинградский (в постсоветские годы Санкт-Петербургский) научный центр (СПбНЦ). Здание требует ремонта, на который выделено около 100 млн рублей и который займёт несколько лет. Тем не менее именно здесь 5 июля 2024 года прошло выездное заседание президиума РАН, приуроченное к 300-летнему юбилею академии. Вопрос о перспективах и задачах СПбНЦ как организации в изменившихся реалиях ещё будет рассматриваться.

## Структура отделения
На 14 июля 2025 г., с учётом итогов выборов в РАН 26–30 мая 2025 года, в СПбО работали 72 академика (из них 5 женщин) и 109 членкоров (из них 14 женщин), см. ниже.
академики РАН:
1. Айламазян, Эдуард Карпович
2. Александров, Евгений Борисович
3. Афанасенко, Ольга Сильвестровна
4. Багненко, Сергей Федорович
5. Баиндурашвили, Алексей Георгиевич
6. Беляков, Николай Алексеевич
7. Брюханов, Александр Юрьевич
8. Быков, Андрей Михайлович
9. Головнёв, Андрей Владимирович
10. Гранов, Дмитрий Анатольевич
11. Грехов, Игорь Всеволодович
12. Джавадов, Эдуард Джавадович
13. Долженко, Виктор Иванович
14. Драгавцев, Виктор Александрович
15. Дубина, Михаил Владимирович
16. Забродин, Василий Александрович
17. Забродский, Андрей Георгиевич
18. Ибрагимов, Ильдар Абдуллович
19. Ивченко, Еугениюс Левович
20. Инге-Вечтомов, Сергей Георгиевич
21. Казанский, Николай Николаевич
22. Каминский, Валерий Дмитриевич
23. Кисляков, Сергей Витальевич
24. Конради, Александра Олеговна
25. Корнева, Елена Андреевна
26. Костяев, Александр Иванович
27. Кривовичев, Сергей Владимирович
28. Крюков, Евгений Владимирович
29. Кукушкин, Вадим Юрьевич
30. Лавров, Александр Васильевич
31. Лайшев, Касим Анверович
32. Левитин, Марк Михайлович
33. Лобзин, Юрий Владимирович
34. Магазаник, Лев Гиршевич
35. Мазуров, Вадим Иванович
36. Майстренко, Николай Анатольевич
37. Матиясевич, Юрий Владимирович
38. Наточин, Юрий Викторович
39. Николаев, Сергей Иванович
40. Окрепилов, Владимир Валентинович
41. Павлюшин, Владимир Алексеевич
42. Панин, Иван Александрович
43. Петров, Юрий Викторович
44. Пешехонов, Владимир Григорьевич
45. Пиотровский, Михаил Борисович
46. Полушин, Юрий Сергеевич
47. Попов, Владимир Дмитриевич
48. Пугачев, Олег Николаевич
49. Розанов, Николай Николаевич
50. Романович, Иван Константинович
51. Рудской, Андрей Иванович
52. Румянцев, Владислав Александрович
53. Русанов, Анатолий Иванович
54. Сильников, Михаил Владимирович
55. Скоромец, Александр Анисимович
56. Софронов, Генрих Александрович
57. Стекольников, Анатолий Александрович
58. Столярова, Валентина Леонидовна
59. Тихонович, Игорь Анатольевич
60. Толстой, Георгий Кириллович
61. Тотолян, Арег Артемович
62. Федоров, Михаил Петрович
63. Филаретова, Людмила Павловна
64. Хилько, Виталий Александрович
65. Хомич, Владислав Юрьевич
66. Хубулава, Геннадий Григорьевич
67. Шабров, Александр Владимирович
68. Шляхто, Евгений Владимирович
69. Щербук, Юрий Александрович
70. Якушев, Виктор Петрович
71. Якушенко, Евгений Иванович
72. Янов, Юрий Константинович

члены-корреспонденты РАН:
1. Аксютин, Олег Евгеньевич
2. Александров, Максим Леонидович
3. Александрова, Татьяна Николаевна
4. Алексанин, Сергей Сергеевич
5. Альмяшева, Оксана Владимировна
6. Андреев, Вячеслав Михайлович
7. Аничков, Николай Мильевич
8. Арсеньев, Дмитрий Германович
9. Багно, Всеволод Евгеньевич
10. Безпрозванный, Илья Борисович
11. Бельских, Андрей Николаевич
12. Беляев, Александр Константинович
13. Беляев, Алексей Михайлович
14. Бодрунов, Сергей Дмитриевич
15. Васильев, Владимир Николаевич
16. Вахтин, Николай Борисович
17. Вершовский, Антон Константинович
18. Виролайнен, Мария Наумовна
19. Виссарионов, Сергей Валентинович
20. Всемирнов, Максим Александрович
21. Галагудза, Михаил Михайлович
22. Герасименко, Юрий Петрович
23. Глазов, Михаил Михайлович
24. Головко, Евгений Васильевич
25. Голубков, Сергей Михайлович
26. Гордеев, Михаил Леонидович
27. Гринёва, Елена Николаевна
28. Гусаров, Виктор Владимирович
29. Долженко, Татьяна Васильевна
30. Егоров, Антон Юрьевич
31. Елисеева, Ирина Ильинична
32. Жданов, Константин Валерьевич
33. Жуков, Алексей Евгеньевич
34. Запесоцкий, Александр Сергеевич
35. Запорожец, Дмитрий Николаевич
36. Зегжда, Дмитрий Петрович
37. Иванов, Алексей Иванович
38. Иванов, Андрей Михайлович
39. Иванов, Сергей Викторович
40. Иванов, Сергей Владимирович
41. Иванчик, Александр Владимирович
42. Имянитов, Евгений Наумович
43. Исакова-Сивак, Ирина Николаевна
44. Коган, Игорь Юрьевич
45. Конников, Самуил Гиршевич
46. Копьев, Петр Сергеевич
47. Котов, Александр Борисович
48. Кривцов, Антон-Иржи Мирославович
49. Кропачев, Николай Михайлович
50. Кузин, Александр Александрович
51. Кузнецов, Антон Борисович
52. Кузнецов, Николай Владимирович
53. Левченко, Евгений Владимирович
54. Леденцов, Николай Николаевич
55. Лопота, Виталий Александрович
56. Люлин, Сергей Владимирович
57. Марин, Юрий Борисович
58. Мовсесян, Рубен Рудольфович
59. Моисеенко, Владимир Михайлович
60. Мошкунов, Сергей Игоревич
61. Никонова, Галина Николаевна
62. Одинак, Мирослав Михайлович
63. Орыщенко, Алексей Сергеевич
64. Панарин, Евгений Федорович
65. Петреня, Юрий Кириллович
66. Петров, Олег Владимирович
67. Племяшов, Кирилл Владимирович
68. Пономаренко, Геннадий Николаевич
69. Попова, Ирина Федоровна
70. Пустошный, Александр Владимирович
71. Родионов, Анатолий Александрович
72. Ромащенко, Павел Николаевич
73. Румынин, Вячеслав Гениевич
74. Сазонов, Анатолий Ефимович
75. Сафронов, Алексей Анатольевич
76. Семиглазов, Владимир Федорович
77. Сергеев, Виталий Владимирович
78. Серебров, Анатолий Павлович
79. Сидоренко, Сергей Владимирович
80. Симбирцев, Андрей Семенович
81. Сиренов, Алексей Владимирович
82. Сороко, Святослав Иосифович
83. Софронов, Александр Генрихович
84. Степанов, Александр Владимирович
85. Степанов, Олег Андреевич
86. Суворов, Александр Николаевич
87. Тарасенко, Сергей Анатольевич
88. Тихилов, Рашид Муртузалиевич
89. Тихонов, Денис Борисович
90. Томилин, Алексей Николаевич
91. Трофимова, Татьяна Николаевна
92. Тункина, Ирина Владимировна
93. Усков, Игорь Борисович
94. Филатов, Николай Николаевич
95. Фирсов, Михаил Леонидович
96. Хлесткина, Елена Константиновна
97. Хоминец, Владимир Васильевич
98. Цветков, Николай Викторович
99. Чепур, Сергей Викторович
100. Чернецов, Никита Севирович
101. Чесноков, Юрий Валентинович
102. Чубраева, Лидия Игоревна
103. Шамова, Ольга Валерьевна
104. Шнеерсон, Герман Абрамович
105. Штыков, Валерий Иванович
106. Щербо, Александр Павлович
107. Яковлев, Дмитрий Георгиевич
108. Якушев, Вячеслав Викторович
109. Ямщиков, Владимир Александрович

Наряду с научными исследованиями, «способствующими технологическому, экономическому, социальному и духовному развитию Российской Федерации, Санкт–Петербурга и Ленинградской области», новое региональное отделение должно будет предоставлять «экспертное научное обеспечение органов государственной власти и организаций».
В СПбО РАН избран президиум в составе 41 человека, работают 38 (два академика: один в 2024 г. и один в 2025 г., а также один членкор скончались). 
- Рудской, Андрей Иванович — председатель
- Арсеньев, Дмитрий Германович — заместитель председателя
- Багненко, Сергей Федорович — заместитель председателя
- Васильев, Владимир Николаевич — заместитель председателя
- Долженко, Виктор Иванович — заместитель председателя
- Запесоцкий, Александр Сергеевич — заместитель председателя
- Иванов, Сергей Викторович — заместитель председателя
- Пешехонов, Владимир Григорьевич — заместитель председателя
- Пиотровский, Михаил Борисович — заместитель председателя
- Сергеев, Виталий Владимирович — главный учёный секретарь

- Багно, Всеволод Евгеньевич
- Баиндурашвили, Алексей Георгиевич
- Брюханов, Александр Юрьевич
- Быков, Андрей Михайлович
- Всемирнов, Максим Александрович
- Казанский, Николай Николаевич
- Кривовичев, Сергей Владимирович
- Кропачев, Николай Михайлович
- Крюков, Евгений Владимирович
- Кузнецов, Антон Борисович
- Кузнецов, Николай Владимирович
- Мазуров, Вадим Иванович
- Наточин, Юрий Викторович
- Окрепилов, Владимир Валентинович
- Орыщенко, Алексей Сергеевич
- Племяшов, Кирилл Владимирович
- Попов, Владимир Дмитриевич
- Родионов, Анатолий Александрович
- Сильников, Михаил Владимирович
- Софронов, Генрих Александрович
- Стекольников, Анатолий Александрович
- Столярова, Валентина Леонидовна
- Тихонович, Игорь Анатольевич
- Тотолян, Арег Артёмович
- Тункина, Ирина Владимировна
- Чернецов, Никита Севирович
- Чесноков, Юрий Валентинович
- Шляхто, Евгений Владимирович

Также создано пять объединённых научных советов (ОНС): по наукам о жизни (НЖ, рук. С. Ф. Багненко), социально-гуманитарным (ГН, М. Б. Пиотровский), естественным (ЕН, С. В. Иванов) наукам, по прикладным наукам и технологическому развитию промышленности (ПНТРП, В. Г. Пешехонов), а также по агробиотехнологиям и продовольственной безопасности (АиПБ, В. И. Долженко). В свою очередь, ОНС подразделяются на секции: например, в ОНС по естественным наукам действуют секции математики, физики, химии и наук о Земле. Кроме академиков и членкоров, в ОНС работает ряд видных учёных без академического звания, в частности профессоров РАН. 
В марте 2024 года утвердили перечень научных организаций Петербурга и Ленинградской области, которым предстоит далее работать под эгидой СПбО, а на
заседании президиума Отделения 22 мая было произведено их распределение по ОНС.
Ниже перечислены научные организации (всего 33; сначала было 35, но ИВС и ИХС после их реорганизации перестали входить в данный список), в отношении которых СПбО РАН осуществляет исполнение отдельных полномочий по взаимодействию РАН и Минобрнауки России. К ОНС ЕН отнесены институты по тематическим профилям ОФН, ОМН, ОНЗ, ОХНМ; к ОНС ГН — ОИФН, ООН, ОГПМО; к ОНС НЖ — ОБН, ОФ, ОМедН; к ОНС АиПБ — ОСХН; к ОНС ПНТРП — ОНИТ, ОЭММПУ.
закреплены за ОНС ЕН:
- СПб отделение Математического института им. В. А. Стеклова РАН
- Физико-технический институт им. А. Ф. Иоффе РАН
- Главная (Пулковская) астрономическая обсерватория РАН
- Институт прикладной астрономии РАН
- Институт геологии и геохронологии докембрия РАН

закреплены за ОНС ГН:
- Библиотека РАН
- Институт проблем региональной экономики РАН
- Музей антропологии и этнографии им. Петра Великого (Кунсткамера) РАН
- Институт истории материальной культуры РАН
- Санкт-Петербургский институт истории РАН
- Институт русской литературы (Пушкинский Дом) РАН
- Институт лингвистических исследований РАН
- Институт восточных рукописей РАН

закреплены за ОНС НЖ:
- Институт цитологии РАН
- Зоологический институт РАН
- Ботанический институт им. В. Л. Комарова РАН
- Институт эволюционной физиологии и биохимии им. И. М. Сеченова РАН
- Институт мозга человека им. Н. П. Бехтеревой РАН
- Институт физиологии им. И. П. Павлова РАН
- Институт экспериментальной медицины
- НИИ акушерства, гинекологии и репродуктологии им. Д. О. Отта

закреплены за ОНС АиПБ:
- Всероссийский НИИ жиров
- Всероссийский институт генетических ресурсов растений им. Н. И. Вавилова
- Всероссийский НИИ сельскохозяйственной микробиологии
- Всероссийский НИИ защиты растений
- Агрофизический научно-исследовательский институт[англ.]

закреплены за ОНС ПНТРП:
- Институт электрофизики и электроэнергетики РАН
- Институт проблем машиноведения РАН
- Санкт-Петербургский Федеральный исследовательский центр РАН
- Институт аналитического приборостроения РАН
- НТЦ микроэлектроники и субмикронных гетероструктур РАН
- Институт проблем транспорта им. Н. С. Соломенко РАН
- Санкт-Петербургский научный центр РАН

Совместно с курируемыми организациями СПбО участвует в организации конференций и других научных форумов, выставок достижений в сфере наукоёмких технологий, ведёт работу по пропаганде научных знаний, осуществляет экспертизу школьных учебников, содействует Минобрнауки и другим инстанциям РФ в постановке и планировании исследовательских задач.

## Награды
СПбО ввело ряд наград и почётных званий: 
- (с 2024) Пять медалей с премиями имени видных учёных, деятельность которых была связана с Ленинградом / Санкт-Петербургом[19]. Это медали в честь Н. И. Вавилова, С. Н. Ковалёва, К. Я. Кондратьева, А. А. Максимова, Б. Б. Пиотровского. Первые награждения состоялись в декабре 2024 г.[20]; вторые — в мае 2025 г.[21];
- (с 2024) Пять медалей с премиями — для молодых специалистов — имени видных учёных, связанных с Ленинградом / Санкт-Петербургом[19]. Это медали в честь И. В. Горынина, Н. С. Короткова, К. А. Петржака, К. К. Романова, И. А. Сте́бута. Впервые вручены на общем собрании СПбО 19 мая 2025 г.[22];
- (с 2024) Звание «Почётный доктор СПбО РАН». Впервые присвоено учёному в декабре 2024 г.[20];
- (с 2025) Большая золотая медаль имени Петра Великого[23]. Планируется вручать её одному учёному в год за вклад в развитие научно-технического потенциала Санкт-Петербурга (пока награждений не было).

награждённые медалью с премией (без возрастного лимита):
- Лоскутов, Игорь Градиславович (им. Вавилова, 2024)
- Лебедева, Вера Александровна (им. Вавилова, 2025)
- Юсупов, Рафаэль Мидхатович (им. Ковалёва, 2024)
- Панарин, Евгений Фёдорович (им. Ковалёва, 2025)
- Румянцев, Владислав Александрович (им. Кондратьева, 2024)
- Филатов, Николай Николаевич (им. Кондратьева, 2025)
- Софронов, Генрих Александрович (им. Максимова, 2024)
- Герасименко, Юрий Петрович (им. Максимова, 2025)
- Емельянов, Владимир Владимирович (им. Пиотровского, 2024)
- Адамова, Адель Тиграновна (им. Пиотровского, 2025)

награждённые медалью с премией (для молодых учёных):
- Николаев, Александр Николаевич (им. Горынина, 2025)
- Симоненко, Мария Андреевна (им. Короткова, 2025)
- Дмитренко, Мария Евгеньевна (им. Петржака, 2025)
- Галашева, Татьяна Николаевна (им. Романова, 2025)
- Кулешова, Татьяна Эдуардовна (им. Стебута, 2025)

носители звания «Почётный доктор СПбО РАН»:
- Пешехонов, Владимир Григорьевич (2024)

награждённые Большой золотой медалью имени Петра Великого
- награждений пока не было

## Печатные издания
- Журнал «Научный Петербург» — периодическое информационное издание, выпускаемое с ноября 2024 года под эгидой СПбО РАН (главный редактор В. В. Сергеев)[24]. Мартовский 2025 года номер данного журнала был целиком посвящён памяти Ж. И. Алфёрова, одного из инициаторов создания СПбО.